# Pseudomicronia charassozona
Pseudomicronia charassozona är en fjärilsart som beskrevs av Reginald James West 1932.
Pseudomicronia charassozona ingår i släktet Pseudomicronia och familjen Uraniidae. Inga underarter finns listade.